# 653 a.C.

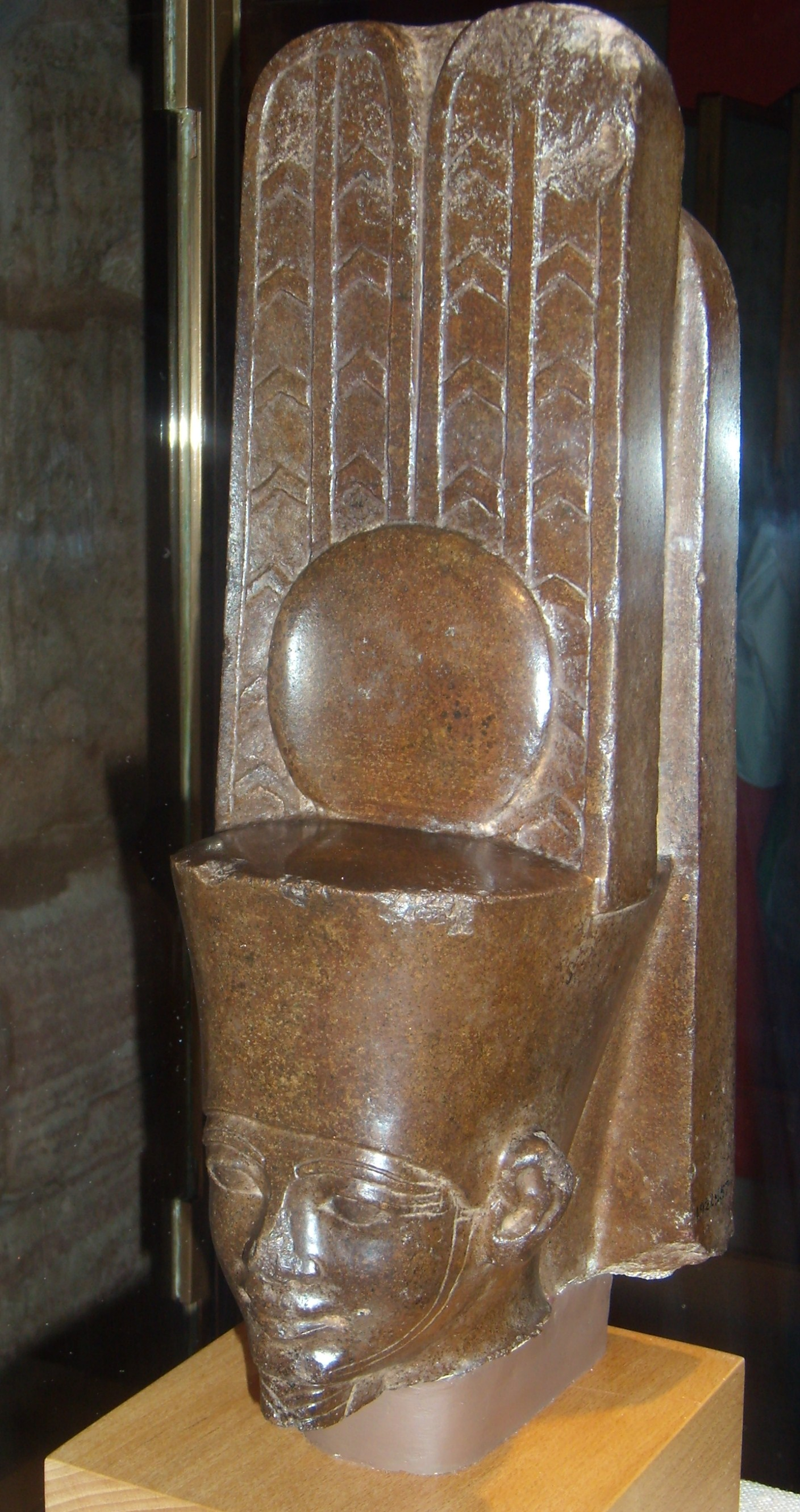
Cabela do rei núbio (faraó) Tantamani.

## Eventos

### Oriente Médio
- Forças elamitas atacam o sudeste de Babilônia. Um grande exército assírio enviado pelo rei Assurbanípal derrota os elamitas e matas o rei deles, Temti-Humban-Inshushinak I. Ele é sucedido por seu sobrinho, Humbanicas II.

## Mortes
- Tantamani, rei (faraó) do Egito.
- Temti-Humban-Inshushinak I, rei de Elam.